# Títol d'Especialització Didàctica
El Títol d'Especialització Didàctica (TED) d'Espanya permet als titulats universitaris ser professors d'Educació Secundària, de Formació Professional de grau superior i d'educació especial.
En el curs 2006/07, el CAP no va arribar a ser substituït pel TED tal com estava previst a la LOCE (2002), ja que, després del canvi de Govern el 2004, el PSOE va paralitzar la reforma. Amb l'aprovació de la LOE (2006), està en l'aire la regulació de la nova formació pedagògica i didàctica que serà adoptada i que substituirà el CAP.